# Martin Schäfer (Musikjournalist)
Martin Schäfer (* 12. September 1948 in Mellingen AG) ist ein Schweizer Kulturjournalist und Radioproduzent. Er gilt als führender «Dylanologe», also als Spezialist für Leben und Werk von Bob Dylan.

## Leben und Werk
Martin Schäfer kam 1959 mit 11 Jahren nach Basel ins Realgymnasium und schloss 1967 mit der Matura ab. Er studierte an der Universität Basel Politik und Geschichte und promovierte 1975 mit einer Dissertation zum Thema «Science Fiction als Ideologiekritik». Von 1976 bis 2013 arbeitete er für das Schweizer Radio als Musikspezialist. 1988 bis 1992 war er Leiter der Musikredaktion des dritten Radioprogramms DRS 3. Ab 1983 war er für die Rubrik «Black Music Special» und ab 2005 für den «Blues Special» verantwortlich. 2004 wurden er und sein Team von der Zürcher Radio-Stiftung für die Radioserie «50 Jahre Rock’n’Roll» ausgezeichnet. Die Serie bietet nach Ansicht der Jury «eine einzigartige Umsetzung eines halben Jahrhunderts Musikgeschichte». Bis 2008 hatte er einen Lehrauftrag am Institut für Medienwissenschaft der Universität Basel, zu Themen der Popkultur unterrichtete er ausserdem bis 2019 an der Hochschule St. Gallen und bis 2021 an der Volkshochschule Basel.

## Publikationen
- Science Fiction als Ideologiekritik? – Utopische Spuren in der amerikanischen Science-Fiction-Literatur 1940–1955. Stuttgart 1977, ISBN 978-3-476-00365-2.
- Johnny Cash. Leben, Werk, Wirkung. Frankfurt 2008, ISBN 978-3-518-18231-4.
- Bob Dylan. In: Du. Nr. 61, 2001.
- Bob Dylan: Sein Songbook ist eine Rock-Bibel und ein Geschichtsbuch. In: Neue Zürcher Zeitung. 24. Mai 2021. Online
- «Mystery Is A Fact: Die wechselnden Gesichter des Bob Dylan», in: Georg Stein (Hrsg.): Temples In Flames. Bob Dylan, Tom Petty and The Heartbreakers und Roger McGuinn. Mit einem Vorwort von Wolfgang Niedecken. Text von Martin Schäfer (pp. 75–91). Palmyra Verlag: Heidelberg 1989, ISBN 3-9802298-0-7
- Basel, wie es rockt und rollt. Vier Jahrzehnte Rock und Pop in Basel In: Sigfried Schibli (Hrsg.): Musikstadt Basel. Das Basler Musikleben im 20. Jahrhundert (Kapitel 9, pp. 125–135), Buchverlag der Basler Zeitung: Basel 1999, ISBN 3-85815-348-6
- Fear of Music: Wer hat (immer noch) Angst vor der Pop-Musik. In: Michael Kunkel (Hrsg.): Ordnung und Chaos: Die Hochschule für Musik der Musik-Akademie der Stadt Basel im 100. Jahr ihres Bestehens (pp. 139–145). Pfau Verlag: Saarbrücken 2005, ISBN 3-89727-299-7
- «I dreamt a monstrous dream» – Utopie und Anti-Utopie in den Songs von Bob Dylan. In: Axel Honneth, Peter Kemper und Richard Klein (Hrsg.): Bob Dylan. Ein Kongress (pp. 272–287), Suhrkamp Verlag: Frankfurt am Main 2007, ISBN 978-3-518-12507-6
- Bob Dylan in Switzerland: a classic case of 'love and theft'. In: Eugen Banauch (Hrsg.): Refractions of Bob Dylan: Cultural Appropriations of an American Icon (pp. 19–35), Manchester University Press, Manchester 2015, ISBN 978-0-7190-9716-4.